# Acadieville
Acadieville es una parroquia canadiense situada en la provincia de Nuevo Brunswick.

## Superficie
Acadieville tiene una superficie de 332,08 km².

## Demografía
En 2021, tenía 752 habitantes, una densidad poblacional de 2,3 hab./km², y 381 viviendas.